# Batalla de Núremberg (fútbol)
La Batalla de Núremberg (en portugués: Batalha de Nuremberga, en neerlandés: Slag van Neurenberg; también conocido como Masacre de Núremberg) es el apodo de un partido de fútbol jugado en los octavos de final de la Copa Mundial de la FIFA de 2006 entre Portugal y Países Bajos en el Frankenstadion en Núremberg el 25 de junio de 2006. El árbitro ruso Valentín Ivanov emitió un récord de la Copa Mundial de la FIFA con 4 tarjetas rojas y 16 amarillas, estableciendo un nuevo récord para las tarjetas mostradas en cualquier torneo internacional administrado por la FIFA.

## El partido
Portugal y Países Bajos se habían enfrentado en la etapa de semifinales de la Eurocopa de 2004 en Portugal, que había terminado 2-1 para la nación anfitriona, pero no había presentado el mismo nivel de animosidad entre los jugadores. Un total de 5 jugadores neerlandeses y 11 portugueses que participaron en ese encuentro también estuvieron en el campo en Núremberg.
El partido terminó 1-0 en favor de Portugal, con Maniche anotando en el minuto 23. Maniche también había marcado el gol de la victoria en 2004. Mark van Bommel fue amonestado en el segundo minuto, y también antes del gol, el defensa neerlandés Khalid Boulahrouz fue amonestado por una falta que lesionó a Cristiano Ronaldo y eventualmente forzaría la sustitución de la estrella de Portugal antes del medio tiempo. Ronaldo, inusualmente, se echó a llorar y describió el derribo de Boulahrouz como "claramente una falta intencional que me lastimó". Mientras tanto, Maniche había sido amonestado por una falta sobre Van Bommel después de 19 minutos.
Poco después del gol, el mediocampista defensivo de Portugal Costinha se deslizó contra el neerlandés Phillip Cocu, recibiendo una tarjeta amarilla. Luego fue el primero en ser expulsado justo antes del medio tiempo después de que se le mostrara una segunda tarjeta amarilla por una mano. Después de que Petit hubiera sido amonestado en el minuto 50, Giovanni van Bronckhorst y Luís Figo recibieron tarjetas amarillas, con la llegada de Figo como resultado de un combate cuerpo a cuerpo con Mark van Bommel durante el cual Figo le dio un cabezazo. El entrenador de Portugal, Luiz Felipe Scolari, dio controvertidamente su aprobación a este golpe de cabeza al afirmar después del partido: "Jesucristo puede ser capaz de poner la otra mejilla, pero Luís Figo no es Jesucristo".
Boulahrouz fue expulsado en el minuto 63 con una segunda amarilla después de cometer una falta a Figo, lo que provocó un combate cuerpo a cuerpo en el área, involucrando a Boulahrouz (quien se enfrentó a Simão), André Ooijer y el banco portugués, lo que requirió la intervención del cuarto árbitro Marco Rodríguez. El portugués Deco cometió una falta sobre el defensor neerlandés John Heitinga y fue amonestado. Países Bajos no devolvió el balón después de que Portugal lo despejase para permitir que un jugador recibiera tratamiento médico, incumpliendo así una de las reglas no escritas del fútbol. En la pelea que siguió, Wesley Sneijder empujó a Petit al suelo y también fue amonestado. El neerlandés Rafael van der Vaart recibió una tarjeta amarilla.
Después de eso, el portero de Portugal Ricardo (presumiblemente por perder el tiempo) y el lateral izquierdo Nuno Valente (por una falta dura) fueron amonestados. Deco recibió su segunda amarilla y fue expulsado en el minuto 78 por retrasar el reinicio después de que se concediera un tiro libre. Cocu escapó de una tarjeta amarilla por luchar contra Deco en el suelo en su intento de recuperar el balón. En el minuto 88, Simão provocó la ira del portero neerlandés Edwin van der Sar después de que la pierna del jugador portugués se pusiera en contacto con el guardameta en su intento de marcar un gol, pero el árbitro decidió no tomar ninguna medida disciplinaria. En el tiempo de descuento, Van Bronckhorst fue expulsado por una segunda tarjeta amarilla por una falta sobre Tiago.
Se mostró una escena en imágenes de televisión durante el partido en el que Boulahrouz, Deco y Van Bronckhorst estaban sentados al margen después de ser expulsados, los dos últimos discutiendo (ambos eran compañeros de equipo en el Barcelona). El comentarista británico Gary Bloom se refirió a la escena como el "rincón de los chicos malos". 

### Detalles del partido
| 25 de junio de 2006, 21:00 (CEST) | Portugal    | 1:0 (1:0) | Países Bajos | Frankenstadion, Núremberg,                                          |                                                                     |
|                                   | Maniche 23' | Reporte   |              | Asistencia: 41.000 espectadores Árbitro(s): Valentín Ivanov (Rusia) | Asistencia: 41.000 espectadores Árbitro(s): Valentín Ivanov (Rusia) |

|  |  |

| GK                  | 1  | Ricardo             | 76'        |     |
| DF                  | 13 | Miguel              |            |     |
| DF                  | 5  | Fernando Meira      |            |     |
| DF                  | 16 | Ricardo Carvalho    |            |     |
| DF                  | 14 | Nuno Valente        | 76'        |     |
| MF                  | 6  | Costinha            | 31', 45+1' |     |
| MF                  | 18 | Maniche             | 20'        |     |
| MF                  | 7  | Luís Figo (capitán) | 60'        | 84' |
| MF                  | 20 | Deco                | 73', 78'   |     |
| FW                  | 17 | Cristiano Ronaldo   |            | 33' |
| FW                  | 9  | Pauleta             |            | 46' |
| Suplentes:          |    |                     |            |     |
| GK                  | 12 | Quim                |            |     |
| GK                  | 22 | Paulo Santos        |            |     |
| DF                  | 2  | Paulo Ferreira      |            |     |
| DF                  | 3  | Marco Caneira       |            |     |
| DF                  | 4  | Ricardo Costa       |            |     |
| MF                  | 8  | Petit               | 50'        | 46' |
| MF                  | 10 | Hugo Viana          |            |     |
| MF                  | 11 | Simão               |            | 33' |
| FW                  | 15 | Luís Boa Morte      |            |     |
| MF                  | 19 | Tiago               |            | 84' |
| FW                  | 21 | Nuno Gomes          |            |     |
| FW                  | 23 | Hélder Postiga      |            |     |
| Entrenador:         |    |                     |            |     |
| Luiz Felipe Scolari |    |                     |            |     |

| GK               | 1  | Edwin van der Sar (capitán) |            |     |
| DF               | 3  | Khalid Boulahrouz           | 7', 63'    |     |
| DF               | 13 | André Ooijer                |            |     |
| DF               | 4  | Joris Mathijsen             |            | 56' |
| DF               | 5  | Giovanni van Bronckhorst    | 59', 90+5' |     |
| MF               | 18 | Mark van Bommel             | 2'         | 67' |
| MF               | 20 | Wesley Sneijder             | 73'        |     |
| MF               | 8  | Phillip Cocu                |            | 84' |
| FW               | 17 | Robin van Persie            |            |     |
| FW               | 7  | Dirk Kuyt                   |            |     |
| MF               | 11 | Arjen Robben                |            |     |
| Suplentes:       |    |                             |            |     |
| GK               | 22 | Henk Timmer                 |            |     |
| GK               | 23 | Maarten Stekelenburg        |            |     |
| DF               | 2  | Kew Jaliens                 |            |     |
| MF               | 6  | Denny Landzaat              |            |     |
| FW               | 9  | Ruud van Nistelrooy         |            |     |
| MF               | 10 | Rafael van der Vaart        | 74'        | 56' |
| DF               | 12 | Jan Kromkamp                |            |     |
| DF               | 14 | John Heitinga               |            | 67' |
| DF               | 15 | Tim de Cler                 |            |     |
| MF               | 16 | Hedwiges Maduro             |            |     |
| FW               | 19 | Jan Vennegoor of Hesselink  |            | 84' |
| FW               | 21 | Ryan Babel                  |            |     |
| Entrenador:      |    |                             |            |     |
| Marco van Basten |    |                             |            |     |

| Hombre del partido: Maniche Árbitros asistentes: Nikolay Golublev (Rusia) Evgeni Volnin (Rusia) Cuarto árbitro: Marco Rodríguez (México) Quinto árbitro: José Luis Camargo (México) | Posiciones - GK = Portero - DF = Defensa - MF = Mediocampista - CF = Delantero |

## Consecuencias
Después del partido, el árbitro Ivanov fue criticado por el presidente de la FIFA, Sepp Blatter, quien sugirió que Ivanov debería haberse dado una tarjeta amarilla por su pobre desempeño durante el partido. Blatter luego lamentó estas palabras y prometió disculparse oficialmente.
Cuando Portugal se enfrentó a Inglaterra en los cuartos de final, se quedaron sin los suspendidos Deco y Costinha. Portugal logró llegar a las semifinales. Sin embargo, tuvieron dos jugadores suspendidos para ese partido debido a las tarjetas amarillas acumuladas (incluidas las que estaban contra los Países Bajos).
El récord de tarjetas amarillas en un partido de la Copa del Mundo se superaría en 2022, cuando Antonio Mateu Lahoz sacó un total de 18 tarjetas amarillas durante el partido de cuartos de final entre los Países Bajos y Argentina.